# Анна Тертер
Анна (Ана) Тертер (около 1279 — умерла после 1304) — дочь болгарского царя Георгия I Тертера, сестра царя Феодора Святослава Тертера. В первом браке Анна была третьей или четвёртой женой короля Стефана Уроша II Милутина, во втором — женой деспота Эпира Дмитрия Дуки Комнина.

## Биография

### Происхождение и первый брак
Ранее долгое время Анна Тертер считалась дочерью царя Ивана Асеня III, но сообщения современников Анны указывают, что она была дочерью болгарского царя Георгия I Тертера. Тем самым она была сестрой царя Феодора Святослава Тертера. Пахимер сообщал, что Анна была дочерью Киры-Марии Асенины, второй жены Георгия. Более распространена, однако, другая версия, согласно которой матерью Анны была первая жена Георгия Тертера, царица Мария. В пользу этой гипотезы свидетельствует Никифор Григора. По словам Григоры, когда в 1279 году Георгий I Тертер решил вступить в брак с сестрой Ивана Асеня III Кирой-Марией, он отправил свою первую жену Марию в изгнание в Византию «с его детьми». У Георгия Тертера было трое детей. Самым младшим ребёнком была дочь (возможно, с именем Елена), родившаяся после возвращения Марии в Тырново в 1284 году и вышедшая замуж за Чаку. Следовательно, в 1279 году вместе с царицей Марией в изгнание отправились Феодор Святослав и Анна.
Первым мужем Анны был король Рашки Стефан Урош II Милутин. Никифор Григора, Георгий Пахимер и другие источники зафиксировали не только сам факт брака, сообщая, что Стефан Урош II Милутин женился на сестре «болгарского правителя Святослава», но и время его заключения. Поэтому брак Милутина с Анной (как и брак с Симонидой), в отличие от нескольких других браков этого короля, точно датирован. Он был заключён в 1284 году, когда Анне, по оценкам историков, было около пяти лет. В Дубровницком документе от 11 августа 1284 отмечены подарки, посланные Рагузой сербскому правителю, «взявшему в жены дочь болгарского царя».
Нет ясности, были ли у Анны дети от Милутина. Источники называют её матерью разных детей сербского короля: Стефана Уроша III Дечанского, Константина и Анны Неды, жены царя Михаила III Шишмана. В сербской редакции «Синодика в неделю православия» Анна упоминается как мать детей Стефана Милутина без указания имён. Однако историки полагают, что Анна была лишь мачехой детям Милутина, поскольку считают, что она родилась незадолго до 1279 года и была слишком юна, чтобы иметь детей к моменту написания летописи (между 1286 и 1292 годами). Есть также прямое свидетельство Григоры, который писал, что Стефан Милутин не имел детей от сестры Феодора Святослава.
В 1292 году брак с Анной перестал быть Милутину полезным, поскольку её отец уже не был царём, а брат жил как заложник в Орде. Вполне возможно, что уже с 1292 года Анна жила отдельно от Милутина. Анна отсутствует на написанной в 1296 году фреске в Церкви Святого Ахиллия: в притворе храма на южной стене представлены св. Ахиллий, Милутин, Драгутин и жена Драгутина Каталина. Есть версия, что именно в это время, в 1296—1299 годах, король сожительствовал с Елизаветой Венгерской, сестрой Каталины и дочерью короля Венгрии Иштвана V. Эти отношения не признавались Сербской церковью. Тем не менее, считается, что в 1299 году Анна формально ещё была женой Милутина. Феодор Метохит доносил о сложностях переговоров о браке Милутина и Симониды, связанных со «страшными обещаниями», данными Милутином при женитьбе на Анне.

### Порядок браков Милутина
Запутанная личная жизнь Милутина привела к тому, что последовательность его браков и имена матерей его детей до сих пор являются предметом дискуссий. В различном порядке называются следующие женщины: неизвестная по имени сербка (возможно, Елена), неизвестная по имени дочь Иоанна I Дуки, Елизавета Венгерская (дочь короля Иштвана V), Анна Тертер, Симонида Палеолог. Согласно первой версии, идущей от Пахимера, Елизавета Венгерская не была женой Милутина. Хронист не называл Елизавету среди жён: он считал, что с Елизаветой Милутин имел «постыдные прелюбодейные отношения». Пахимер считал Анну третьей женой Милутина, а до Анны называл неизвестную по имени первую жену, а потом дочь правителя Фессалии Иоанна I Дуки.
Согласно второй версии, идущей от Григоры, первой женой являлась дочь правителя Фессалии, второй — Елизавета Венгерская. Сербскую жену Милутина (Елену) Григора не упоминал, а Анну называл третьей женой Милутина.
Согласно третьей версии, идущей от Анонимного донесения, отношения с Елизаветой начались уже после того, как был заключён брак с Анной Тертер. Письмо Лодомера, архиепископа Эстергома, от 8 мая 1288 года сообщает о похищении Елизаветы чешским феодалом Завишем из Фалькенштейна. Анонимное донесение от 1308 года датирует первый брак Елизаветы с Завишем 1287—1290 годами. То есть, женой Милутина, пусть и не признанной церковью, она могла стать не ранее 1290 года. Историк В. Бастованович датирует брак с Елизаветой 1296 годом. Сторонники этих версий считают Анну Тертер третьей женой Милутина.
Сторонники четвёртой версии придерживаются традиционной датировки отношений Милутина с Елизаветой Венгерской (1283—1284 годы) и считают их отношения браком. По этой версии, Анна была четвёртой женой Милутина.
| Первая версия (Пахимер)                                        | Вторая версия (Григора)                                         | Согласно В. Бастовановичу                                    | Согласно Ж.Файфричу                                          |
| -------------------------------------------------------------- | --------------------------------------------------------------- | ------------------------------------------------------------ | ------------------------------------------------------------ |
| 1) Елена (неизвестная жена) (1272—1282, развод — ум. 1298)     | -                                                               | 1) Елена (неизвестная жена) (1272—1282, развод — ум. 1298)   | 1) Елена (неизвестная жена) (1272—1282, развод — ум. 1298)   |
| 2) Дочь правителя Фессалии Иоанна I Дуки (1282—1283, развод)   | 1) Дочь правителя Фессалии Иоанна I Дуки (1272/82—1283, развод) | 2) Дочь правителя Фессалии Иоанна I Дуки (1282—1283, развод) | 2) Дочь правителя Фессалии Иоанна I Дуки (1282—1283, развод) |
| Елизавета Венгерская дочь Иштвана V (сожительство в 1283—1284) | 2) Елизавета Венгерская дочь Иштвана V (1283—1284, развод)      | -                                                            | 3) Елизавета Венгерская дочь Иштвана V (1283—1284, развод)   |
| 3) Анна Тертер (1284—1299, развод)                             | 3) Анна Тертер (1284—1299, развод)                              | 3) Анна Тертер (1284—1296, развод)                           | 4) Анна Тертер (1284—1299, развод)                           |
| -                                                              | -                                                               | 4) Елизавета Венгерская дочь Иштвана V (1296—1299, развод)   | -                                                            |
| 4) Симонида (1299—1321, смерть Милутина)                       | 4) Симонида (1299—1321, смерть Милутина)                        | 5) Симонида (1299—1321, смерть Милутина)                     | 5) Симонида (1299—1321, смерть Милутина)                     |

### Развод
В 1299 году по политическим причинам брак между Аной Тертер и Стефаном Милутином был расторгнут, поскольку король решил жениться на пятилетней или шестилетней византийской принцессе Симониде Палеолог, дочери императора Андроника II. Посредством этого брака Милутин заключил соглашение с Византией, по которому сохранил завоёванные византийские города как приданое Симониды.
В 1299 году на реке Вардар обе стороны обменялись заложниками.Передав византийцам заложников, среди которых оказалась и Анна Тертер, Милутин получил Симониду. По словам хронистов, Милутин сам встретил свою новую невесту, брак с которой был заключён в Салониках.
Согласно Пахимеру, император опасался, что будут серьёзные проблемы с патриархом Иоанном XII Космой (1294—1303): брак Милутина с Анной был заключён на законных основаниях, все источники писали о каких-то «страшных клятвах» или «надёжных гарантиях», данных Милутином при женитьбе. К тому же Симонида была ещё слишком мала. Перед тем как отлучить Милутина от церкви патриарх решил переговорить с Анной. После того, как Анна была передана византийцам, её доставили в Константинополь, где в это время находились её отец, мать и мачеха. Свита, с которой путешествовала Анна, осталась вне города. Встреча с патриархом состоялась в ноябре 1299 года.
После Анны с патриархом встретился император, чтобы обсудить сложившуюся ситуацию. При разговоре присутствовал и Пахимер. Андроник II оправдывался перед патриархом, объясняя, что миром с Милутином можно достичь гораздо больше, чем войной. Кроме того, он указывал, что законная первая жена Милутина была ещё жива в момент свадьбы Милутина и Анны, следовательно, брак Милутина с Анной был незаконным. Ко времени же заключения брака Милутина и Симониды его первая жена была уже мертва, из чего следовало, что брак с византийской принцессой был полностью легитимным. В итоге, брак Милутина с Анной, как и его брак с дочерью Иоанна I Дуки, был объявлен незаконным, после чего брак Милутина с Симонидой (четвёртый или пятый) был признан законным, согласно церковным канонам.
Таким образом, Стефан Урош Дечанский, рождённый в браке Милутина с Анной или с дочерью Иоанна I Дуки, внезапно стал незаконнорожденным. В 1314 году Стефан Урош поднял против отца бунт. По одной из версий, он опасался, что Милутин не назначит его своим наследником.

### Второй брак
В 1300 году брат Анны Феодор Святослав сверг царя Чаку и взошёл на болгарский престол. Вскоре Георгий Тертер вернулся в Болгарию. Когда Феодор Святослав занял болгарский престол, он вернул отца домой и поручил ему в управление один из городов. Анна тоже собиралась вернуться в Тырново, но как раз в это время её полюбил овдовевший деспот Эпира Дмитрий Дука Комнин Кутрулис. По сообщению Пахимера, Анна вступила в незаконную связь с Дмитрием, а затем с разрешения императора Андроника II вышла за него замуж. Однако есть мнение, что брак был организован и заключён по пожеланию императора в 1300 году, чтобы Анна никогда не могла оспорить брак Симониды с Милутином. В 1304 году деспота Дмитрия заподозрили в желании захватить трон в Византии. Кроме того, его брак с «женщиной, которая имеет враждебное происхождение», стал подозрителен для Константинополя. Таким образом, семья Анны впала в немилость. В январе 1305 года деспот Дмитрий был вызван ко двору и в марте 1305 года осуждён. Вскоре и Анна Тертер была арестована вместе со своими детьми от Дмитрия и заключена в «Великий дворец», а имущество её и мужа было конфисковано. Все их имущество было передано молодому императору Михаилу IX, а дом был отдан другому сыну Андроника II Палеолога — деспоту Иоанну. По словам Пахимера, Дмитрий попытался совершить побег, но после неудачи его заключили в Влахернскую тюрьму.
Согласно Пахимеру, судьба Анны стала причиной того, что её брат Феодор Святослав напал на Византию. Момент был выбран удачный — болгарский царь воспользовался сложной ситуацией в Византии, оборонявшейся от турок в Малой Азии. Феодор завоевал Византийские города Месемврию, Анхиал, Диамполь, Созополь, но на реке Скафида потерпел поражение. В 1308 году между Болгарией и Византией был заключён мирный договор, в результате чего, вероятно, положение Анны и её мужа было облегчено. Дальнейшая судьба Анны неизвестна.

## Комментарии
1. 1 2 3 4  
Король имел женой дочь Тертера, родившуюся от сестры Асеня, на которой он женился с надёжными гарантиями. Ранее у него была другая жена, дочь западного севастократора Иоанна, и до этой ещё одна, от которой отказался без какой-либо правдоподобной причины и после отказа от этой, которая была его законной женой, он соединился с дочерью Иоанна. Но пока законная жена была все еще жива, он отослал ее к отцу, и ничем не  оправдал развод с ней, и он женился на дочери Тертера. Он имел её в качестве жены, взяв её третьей женой. На самом деле, будучи жива, первая жена сделала нелегитимными последующих.Пахимер[5].
2. 1 2 3 4  Пробыв в браке в течение нескольких лет со своей первой женой, которая была дочерью правителя Фессалии, он отправил её на родину, и женился на невестке своего брата, после того, как заставил её уйти из монастыря. Затем, поскольку церковь уже давно выступала против такого нарушения, он её также отослал. И он женился на сестре Святослава, правителя Болгарии. У него не было детей ни от одной из трех.Григора[18]
3. ↑  Многа лета створи Бог Оурошоу кралю нашемоу, Стефаноу кралю нашемоу, и б(ла)гочестивей кралице Анне и чедома ею[13].
4. 1 2  Георгий Тертер был вынужден отдать дочь замуж за сына хана Ногая Чаку, отправить своего сына и наследника Феодора Святослава заложником в Золотую Орду и признать себя вассалом Ногая, но это не спасло его царство от набегов татар. В итоге, Георгий отрёкся от престола и в 1292 году бежал в Византию[31].
5. 1 2  С точки зрения и католиков, и православных, два брата не могли быть женаты на двух сёстрах, а сестра Елизаветы была женой Драгутина. Кроме того, до первого брака Елизавета была монахиней и оставалась католичкой, в то время как Милутин был православным.
6. ↑  Имя фессалийской жены Милутина не указано в источниках, как и имя самой первой жены. Предполагалось ранее, что Еленой звали фессалийскую жену, потому что в церкви Джурджеви-Ступови на фреске рядом с Милутином изображена «Елена, королева сербов»[18]. Эта фреска по  ряду причин (титулатура, знаки отличия и одеяние Милутина, совместное изображение двух братьев, сидящих на встрече) датируется 1282—1283 годами, то есть сразу после собора в Дежево[серб.]. В то же время, по утверждению историков Маламут[англ.] и С. Радойчича[серб.], королева Елена появляется на сербской иконе в базилике Святого Николая в Бари. Справа от Св. Николая изображён Милутин, а слева от него — королева Елена, жена, и другая Елена — мать Милутина[19]. Поскольку у Иоанна I Дуки была другая дочь по имени Елена, вышедшая замуж за афинского герцога Гильома де ла Роша, предположение, что дочь Иоанна, ставшую женой Милутина, также звали Еленой, представляется крайне сомнительным[20].
7. ↑  Донесение доминиканца Гильома Адама, побывавшего в Сербии в 1332 году, связывает отказ Милутина от Елизаветы с планируемым браком Милутина с Симонидой[22].
8. ↑  Четвертая дочь Стефана Венгерского была пострижена в монастырь, где она оставалась до 32 лет, после чего она оставила рясу и вышла замуж за богемского дворянина, а после смерти последнего — за короля Рашки, которому она родила дочь.Анонимное донесение от 1308 года[24]